# Kathrin Oxen
Kathrin Oxen (* 13. April 1972 in Neustadt in Holstein) ist eine evangelische Theologin. Sie war von 2019 bis 2022 Moderatorin des Reformierten Bundes in Deutschland.

## Leben
Kathrin Oxen studierte Evangelische Theologie in Wuppertal und Berlin und absolvierte die pastorale Ausbildung in Schwanewede und Lüneburg. Ab 2004 war sie Pfarrerin der Evangelisch-reformierten Kirche in Mecklenburg-Bützow, einer kleinen Gemeinde verstreut lebender Reformierter, die der Evangelisch-reformierten Kirche (Sitz des Landeskirchenamtes in Leer (Ostfriesland)) angehört. Seit 2009 war sie zugleich Mitarbeiterin der Evangelischen Akademie Mecklenburg-Vorpommern (Rostock) mit dem Arbeitsschwerpunkt Kirche und Rechtsextremismus. Im Februar 2012 übernahm sie die Leitung des Zentrums für evangelische Predigtkultur in Wittenberg, einer von der Evangelischen Kirche in Deutschland getragenen Einrichtung.
Oxen ist Mitherausgeberin und Autorin von Predigten und Predigthilfen der Predigtstudien und der Lesepredigten und Autorin der Göttinger Predigtmeditationen. Sie hat außerdem zahlreiche Aufsätze und Beiträge zu homiletischen Fragestellungen veröffentlicht.
Kathrin Oxen absolvierte in den Jahren von 2008 bis 2010 die „Meisterklasse Predigt“ im Atelier Sprache in Braunschweig (Heinz Kattner, Martin Nicol und Alexander Deeg). Seitdem ist sie als Predigerin überregional bekannt; sie predigt nach dem Ansatz der dramaturgischen Homiletik, wie eine erste Predigtsammlung zeigt. 2013/2014 wurde sie zum Systemischen Coach ausgebildet und entwickelte das Konzept eines „Predigtcoachings“ als Methode der homiletischen Fortbildung.
Kathrin Oxen ist Mitglied der SPD. Von 2009 bis 2011 war sie Mitglied der Stadtvertreterversammlung der Stadt Bützow und deren stellvertretende Vorsitzende.
Am 1. Dezember 2018 übernahm Oxen in Berlin eine Pfarrstelle an der Kaiser-Wilhelm-Gedächtniskirche. Im September 2019 wurde sie zur Moderatorin des Reformierten Bundes in Deutschland gewählt; dieses Amt legte sie 2022 nieder.
Kathrin Oxen war mit dem Theologen Karl Friedrich Ulrichs verheiratet und ist Mutter von vier Kindern.

## Auszeichnungen
Im Jahr 2008 war sie Preisträgerin des internationalen Predigtwettbewerbs zum Calvin-Jahr, 2009 wurde ihr der Predigtpreis des Verlags für die Deutsche Wirtschaft in der Kategorie Beste Predigt 2009 verliehen.
Im selben Jahr wurde ihr der Johannes-Stelling-Preis der SPD-Landtagsfraktion Mecklenburg-Vorpommern für ihr bürgerschaftliches Engagement verliehen.